# Vanaema kingitus
Vanaema kingitus (zu deutsch Das Geschenk der Großmutter) ist der Titel eines estnischen Stummfilms von Fjodor Ljubovski aus dem Jahr 1923.

## Inhalt
Der Film handelt vom Transport einer Kuh durch die Stadt Tartu, die dabei viele Aufregungen verursacht.

## Produktion, Veröffentlichung
Nach Karujaht Pärnumaal aus dem Jahr 1914 war Vanaema kingitus von 1923 erst der zweite estnische Spielfilm. Die Slapstick-Komödie wurde als Kurzfilm gedreht. Kamera führte der estnische Filmpionier Jakob Sildnik. Produktionsfirma war das im selben Jahr in Tartu gegründete Unternehmen Regina-Film.
Der Film hatte am 21. August 1923 in Kino „Athena“ in Tartu Premiere.
Auch die Dreharbeiten mit dem Tier sollen teilweise turbulent und chaotisch verlaufen sein.